# Wilma Ruth Albrecht
Wilma Ruth Albrecht (* 1947 in Ludwigshafen am Rhein) ist eine deutsche Sozialwissenschaftlerin mit den Arbeitsschwerpunkten Literatur-, Politik- und Architekturgeschichte des 19. und 20. Jahrhunderts.

## Leben
Wilma Ruth Albrecht ist promovierte Sozialwissenschaftlerin (Dr. rer. soc.) und seit 1972 beruflich als Stadt- und Regionalplanerin und Lehrerin tätig. Sie publizierte unter anderem Unterrichtseinheiten zur produktiven Rezeption im schulischen Deutschunterricht (in Diskussion Deutsch 1977 und Deutschunterricht 1978), zur Kritik der Entnazifizierung in Deutschland nach 1945 (u. a. in Blätter für deutsche und internationale Politik 1978 und Neue Politische Literatur 1979), zu Bildungsreform und Sozialindikatoren (unter anderem in die horen 1981 und Blätter für deutsche und internationale Politik 1981), zur Textverständnis- und Textverständlichkeitsforschung (in deutsche sprache 1986) und zur politiksoziologischen Regions- und Stadtgeschichte (u. a. in Österreichische Zeitschrift für Soziologie 1983; Landschaft und Stadt 1983; Die Alte Stadt 1984; Neue Politische Literatur 1985 und 1987; Sociologia Internationalis 1989; Baukultur 1998).
Von 1989 bis 1999 war Wilma Ruth Albrecht ehrenamtliche Stadtverordnete und Fraktions- und Ausschussvorsitzende im Rat der Stadt Bad Münstereifel (Nordrhein-Westfalen).
Die Autorin veröffentlicht seit 2005 Beiträge in der Münchener Self-Publishing-Plattform GRIN Verlag für akademische Texte, unter anderem ihre Kritik der Amtssprache (2005), einen Bericht aus Nova Utopia zum Sozialismus im 21. Jahrhundert (2006), kritische Hinweise zur Justizpsychiatrie (2007) und zum „Fall Buback“ (2008). 2006 erschienen die Bände Heimatzeit und Bildungsgeschichte/n, 2007 Harry Heine  und 2008 Nachkriegsgeschichte/n. Seit Sommer 2007 gibt Wilma Ruth Albrecht das „Wiesenhausblatt – e-Blätter für Schöne Literatur“ heraus. 2008 erschien ihre Kritik am „Rechtsstaat als Ideologie“, 2009 ihre philosophische Kritik einer „Psychologie ohne Logos“ und ihre bereits 1969/70 geschriebene Parlamentarismus-Kritik.

## Publikationen
- Heimatzeit: Erzählungen – Gedichte – Geschichte. VerlagsKontor für akustisch angewandte Texte: VerKaat, 2006, ISBN 3-921384-08-7.
- Bildungsgeschichte/n: Texte aus drei Jahrzehnten. Shaker, Aachen 2006, ISBN 3-8322-4897-8.
- Harry Heine. Shaker, Aachen 2007, ISBN 978-3-8322-6062-0.
- Nachkriegsgeschichte/n. Sozialwissenschaftliche Beiträge zur Zeit(geschichte). Shaker, Aachen 2008, ISBN 978-3-8322-6506-9.
- Liberalismus und Entnazifizierung. Zur Haltung der F.D.P, DVP und LDP in der Entnazifizierungsfrage. Grin, München 2008, ISBN 978-3-638-88317-7.[6]
- PFALZ & PFÄLZER LeseBuch. Pfälzer Volksaufstand 1849. Mit einem Nachwort von Heiner Jestrabek. Freiheitsbaum edition Spinoza, 2014, ISBN 978-3-922589-57-0
- MAX SLEVOGT. Leben, Werk, Landschaft und Wirkung des Malers und Zeichners zwischen gesellschaftlicher Repräsentation und phantastischer Inspiration. Hintergrund Verlag, Osnabrück 2015, ISBN 978-3-00-047355-5.
- ÜBER LEBEN. Roman des Kurzen Jahrhunderts. Freiheitsbaum edition Spinoza, 2016–19, 4 Bände, ISBN 978-3-922589-63-1
- VERGANGENE WELTEN. Vierzehn Beiträge zur Geschichte der Arbeiterbewegung im bürgerlichen Deutschland. Berlin: Trafo Verlag, 2024, 195 p. [Hochschulschriften 66]. ISBN 978-3-86464-263-0